# 29. juni
29. juni er dag 180 i året i den gregorianske kalender (dag 181 i skudår). Der er 185 dage tilbage af året.
Petrus og Paulus dag. De to apostle blev martyrdræbt på foranledning af kejser Nero.

### Begivenheder
Født - Dødsfald
- 1149 - I kamp om den korstogsbesatte by Antioch formår den muslimske Nur ad-Din at dræbe begge de kristne hæreførere, Raymond af Antioch og Ali ibn-Wafa
- 1252 - Slaget ved Oldenswort, hvor Abel af Danmark blev dræbt.
- 1613 - Det oprindelige Globe Theatre i London brændte ned til grunden under en forestilling, fordi en teaterkanon, der skulle fyres af under forestillingen, ramte træværket og satte ild til hele teatret
- 1676 - Christian 5. og den danske hær landstiger ved Rå i Skåne og indleder den Skånske Krig i et forsøg til at tilbageerobre de gamle danske landområder.
- 1681 - På denne ene dag rejser Kong Christian den 5. fra København kl. 03.00, og ankommer i Kolding kl. 22.00. En bedrift, der blev kendt viden om. Christian den 5. kunne i det hele taget lide at rejse - og rejse hurtigt.
- 1753 - Der indføres et "generallotteri", som afløser forskellige, tidligere lotterier. Indtægterne går til Det Kongelige Opfostringshus.
- 1855 - Dagbladet Daily Telegraph begynder at udkomme i London.
- 1864 - Den preussiske hær erobrer Als. Den tyske hær var på 30.000 mand og den danske på 12.000. Danskerne mistede 3.000 mand (inklusive fanger og sårede) - ti gange mere end fjenden. De danske tab i dette slag lød på 216 døde, 462 sårede, 1.878 fangne og 536 savnede, mens preussernes tabsliste noterede 84 døde, 231 sårede og 7 savnede.
- 1892 - I Necochea, Argentina bruger politiet for første gang fingeraftryk i opklaring på et mord på to drenge, der viser at morderen var deres mor.
- 1913 - Henri Desgrange indfører den gule førertrøje i Tour de France. Årets Tour blev i øvrigt vundet af belgieren Philippe Thys.
- 1941 - Land og Folk udkommer som det første illegale danske blad.
- 1943 - Amerikansk tropper går i land på New Guinea.
- 1944 - Otte medlemmer af modstandsgruppen Hvidstengruppen henrettes i Ryvangen i København af den tyske besættelsesmagt.
- 1947 - Danmark sætter varmerekord i juni med 35,5 °C målt i Hillerød
- 1949 - I Sydafrika gennemføres de første apartheidlove om raceadskillelse.
- 1952 - Havundersøgelsesskibet Galathea 2 vender tilbage efter "Den danske dybhavsekspedition jorden rundt 1950-52". Den første Galathea-ekspedition (Galathea 1) fandt sted 100 år tidligere under ledelse af kommandør, senere admiral Steen Bille.
- 1956 - Marilyn Monroe gifter sig med forfatteren Arthur Miller (En sælgers død).
- 1958 - Med en sejr på 5-2 over værtsnationen Sverige bliver Brasilien verdensmestre i fodbold.
- 1966 - Amerikanske fly udfører de første bombeangreb på de nordvietnamesiske storbyer Hanoi og Haiphong.
- 1970 - USA trækker sine sidste tropper ud af Cambodia.
- 1971 - Rumfartøjet Sojuz 11 dokker med Saljut 1 i 22 dage.
- 1973 - USA’s højesteret erklærer med fem stemmer mod fire, at dødsstraffen er forfatningsstridig.
- 1976 - Flypirater i Uganda kræver frihed for PLO fanger.
- 1980 - Den islandske teaterleder Vigdís Finnbogadóttir vælges til Islands præsident og bliver verdens første kvindelige folkevalgte statsoverhoved.
- 1986 - Argentina vinder VM i fodbold i Mexico, ved i finalen at besejre Vesttyskland med 3-2.
- 1988 - For første gang vælges et ikke-partimedlem til præsident i et kommunistisk østeuropæisk land, da den 74 årige biokemiker Bruno Staub bliver præsident i Ungarn.
- 1991 - Amerikaneren Jed Shaner lader sig dække af et lag på cirka 343.000 bier med en samlet vægt på 36,8 kg.
- 1992 - Algeriets præsident Mohammed Boudiaf bliver myrdet mens han holder en tale i et kulturhus i byen Annaba. Den 73-årige præsident havde været leder i Algeriet siden januar, hvor militæret hindrede muslimske fundamentalister i at få magten.
- 1992 - FN tager kontrol over lufthavnen i Sarajevo.
- 1993 - En togfører kvæstes alvorligt og 9 passagerer kommer lettere til skade, da to DSB-regionaltog tørner sammen ved Østerport station. Det var tredje gang inden for 20 år, der skete uheld på netop dette sted.
- 1995 - Omkring 600 bliver dræbt, da taget på et stormagasin i Sydkoreas hovedstad Seoul styrter sammen.
- 1995 - Det afsløres, at statsminister H.C. Hansen i 1957 har tilladt USA at opmagasinere atomvåben i Grønland.
- 1997 - I en titelkamp bider Mike Tyson et stykke af øret af Evander Holyfield.
- 1999 - Bogstavquizzen Lykkehjulet viser sin udsendelse nr. 3.000, og er dermed Danmarks mest sejlivede tv-program.
- 2000 - Seksårige Elian Gonzales vender tilbage til Cuba efter moderens død under flugt til USA. Eksilcubanere forsøger med mange midler at holde Elian tilbage i Florida.
- 2005 - Skuespillerne Jennifer Garner og Ben Affleck indgår ægteskab på en af de caribiske øer, Turks- og Caicosøerne.
- 2007 - Femern Bælt-forbindelsen vedtages af den danske trafikminister Flemming Hansen og hans tyske kolega.
- 2008 - Spanien vinder EM i fodbold 2008 i Østrig og Schweiz, da de i finalen besejrer Tyskland med 1-0.

### Født
- 1466 - Els von Gemmingen, tysk priorinde af Magdalenenklosteret (død 1532).
- 1868 - George Hale, amerikansk astronom (død 1938).
- 1886 - Robert Schuman, fransk politiker og premierminister (død 1963).
- 1900 - Antoine de Saint-Exupery, fransk forfatter og flyver (død 1944).
- 1901 - Nelson Eddy, amerikansk sanger og skuespiller (død 1967).
- 1911 - Prins Bernhard af Holland, (død 2004).
- 1911 - Bernard Herrmann, amerikansk komponist (død 1975).
- 1920 - Le Klint, dansk forfatter.
- 1925 - Giorgio Napolitano, italiensk præsident.
- 1926 - Jabir al-Ahmad al-Jabir al-Sabah, kuwaitisk emir (død 2006).
- 1929 - Oriana Fallaci, italiensk forfatter og journalist (død 2006).
- 1938 - Poul Thomsen, dansk journalist og tv-vært.
- 1942 - Charlotte Bingham, engelsk forfatter.
- 1943 - Little Eva, amerikansk sanger (død 2003).
- 1946 - Gitte Hænning, dansk sangerinde.
- 1948 - Katty Tørnæs, dansk direktør og politiker (død 2000).
- 1951 - Don Rosa, amerikansk tegneserietegner.
- 1963 - Anne-Sophie Mutter, tysk violinist.
- 1978 - Nicole Scherzinger, amerikansk sanger og danser i Pussycat Dolls.

### Dødsfald
- 1149 - Raymond af Antioch, korsfarer (førdt ca. 1115) - dræbt i kamp
- 1252 - Abel, dansk konge (født ca. 1218) - dræbt under kamp.
- 1940 - Paul Klee, schweizisk kunstmaler (født 1879).
- 1944 - Marius Pedersen Fiil, dansk kroejer og modstandsmand (født 1893) - henrettet.
- 1967 - Jayne Mansfield, amerikansk skuespillerinde (født 1933) - bilulykke.
- 1968 - Hans Egede Budtz, dansk skuespiller (født 1889).
- 1991 - Henri Lefebvre, fransk sociolog (født 1901).
- 1995 - Lana Turner, amerikansk skuespiller (født 1921).
- 2002 - Ole-Johan Dahl, norsk datalog (født 1931).
- 2003 - Katharine Hepburn, amerikansk skuespillerinde (født 1907).
- 2004 - Grethe Thordahl, dansk skuespiller (født 1926).
- 2017 - Kristen Touborg, dansk landmand og politiker (født 1943)

|  | Denne datoartikel kan blive bedre, hvis der indsættes et (bedre) billede Du kan hjælpe ved at afsøge Wikimedia Commons for et passende billede eller uploade et godt billede til Wikimedia Commons iht. de tilladte licenser og indsætte det i artiklen. |